# زن ۳
زن ۳ یکی از ۶ قطعه مجموعه‌ای از نقاشی‌های ویلم دکونینگ و به سبک اکسپرسیونیسم انتزاعی است که بین سال‌های ۱۹۵۱ (میلادی) و ۱۹۵۳ کشیده شده‌است.

## توصیف
ویلم دکونینگ از جمله هنرمندان مکتب نیویورک بود که به ارائه کارهای متفاوت و فراتر از چارچوبی پرداخت که در آن‌ها ساختارهای ذهنی شکسته می‌شدند. در مجموعه‌ای ۶ تایی از زنان، او به نمایش ارایه‌های متفاوتی از یک مدل پرداخت که در آن‌ها، زن نماد زیبایی و اُبژه هنری نیست. زنان مجموعه Woman او برخلاف کارهای کلاسیک – که در آن‌ها زنان به زیبایی و لطافت به تصویر کشیده می‌شدند – شکلی اهریمنی و زشت دارند که طنازی و دل‌آرایی در آن‌ها به چشم نمی‌خورد. در تابلوی زن ۳، تصویری از زنی دریده‌خو و متخاصم دیده می‌شود که نگاهش بدون هیچ گونه ظرافتی، اهریمنانه است.

## فروش
این نقاشی در سال ۲۰۰۶ به قیمت ۱۳۷٫۵ میلیون دلار به فروش رفت و آن را تبدیل به دومین نقاشی گرانبهای دنیا تا آن زمان و چهارمین تا به حال (ژانویه ۲۰۱۵) ساخت. این اثر تا سال ۱۹۹۴ در اختیار موزه هنرهای معاصر تهران بود تا اینکه با شماری از صفحه‌های شاهنامه طهماسبی مبادله شد.
به‌گفتهٔ فرح پهلوی، ارزش برگه‌های شاهنامهٔ طهماسبی در بازار عتیقه، ۶ میلیون دلار بوده‌است. به‌گفتهٔ او، بهتر بود مسئولان ایرانی به‌جای معاوضه، شش میلیون دلار هزینه می‌کردند. چرا که اکنون تابلویی با ارزش بیش از صد میلیون دلار از دست رفته‌است.صفحه‌ای از شاهنامه طهماسبی روز چهارشنبه، ششم آوریل (هفده فروردین) در حراجی ساتبی در لندن به قیمت ۴ ,۷ میلیون پوند (معادل ۱۲ میلیون دلار آمریکا) فروخته شد و رکوردی در فروش آثار هنری اسلامی برجا گذاشت.
. این کتاب به سلطان سلیم عثمانی اهدا شد، سپس به خاندان هوتون رسید. 
به گزارش خبرگزاری ها صفحه‌ای از شاهنامه طهماسبی روز چهارشنبه، ششم آوریل (هفده فروردین) در حراجی ساتبی در لندن به قیمت ۴ ,۷ میلیون پوند (معادل ۱۲ میلیون دلار آمریکا) فروخته شد و رکوردی در فروش آثار هنری اسلامی برجا گذاشت. این برگه یکی از ۲۵۸ صفحه مصور از کتاب نفیس شاهنامه طهماسبی یا شاهنامه شاه طهماسب است که در زمان شاه اسماعیل اول در قرن دهم هجری بر اساس شاهنامه فردوسی توسط برجسته ترین نقاشان و خوشنویسان عهد صفوی تهیه شده است <http://www.bbc.com/persian/arts/2011/04/110407_l11_ferdowsi_shahnameh_painting_auction.amp>